# Ларін Михайло Васильович
Михайло Васильович Ларін (28 березня 1949, Червона Кам'янка) — український письменник-фантаст, редактор-укладач та перекладач фантастики. Також відомий як автор детективної прози. Свої твори пише як українською, так і російською мовою.

## Біографія
Михайло Ларін народився у селищі Червона Кам'янка Олександрійського району. Після закінчення школи навчався у будівельному технікумі, пізніше проходив строкову службу в Радянській Армії. Після завершення служби в армії працював у дніпропетровській обласній газеті «Прапор юності» на різних посадах аж до 1994 року, паралельно заочно навчався на філологічному факультеті Дніпропетровського університету. З 1989 року також кілька років працював редактором дніпропетровського науково-популярного і фантастичного журналу «Кентавр». Після завершення роботи в газеті «Прапор юності» Михайло Ларін працював редактором видавництва «ІМА-прес» до 2012 року, після чого вийшов на пенсію.

## Літературна творчість
Михайло Ларін розпочав літературну творчість у 1971 році, а перше фантастичне оповідання «Перший гість» опубліковане в 1975 році. У 1983 році вийшла перша збірка фантастичних творів автора «Формула щастя». Надалі письменник видав низку фантастичних оповідань та повістей, переважно російською мовою. У 1997 році вийшов перший роман Михайла Ларіна «Вража кров», який також написаний російською мовою, в якому йдеться про прибуття на нашу планету загадкових іншопланетян передзонників. У 2005 році вийшов друком його наступний фантастичний роман «Чужаки», в якому головного героя перекидають у паралельний світ до так званого Міжгалактичного інституту, де він повинен витримати поєдинок із агресивними іншопланетянами хворхами. у 2008 році вийшов ще один фантастичний роман автора «Бумеранг зла». Окрім фантастичних творів Михайло Ларін є автором детективних творів, зокрема повісті «Подвійний удар», романів «Гра без козирів» і «Третя блатна санкція». Михайло Ларін також є автором збірки творів для дітей «Кіт Кілька».

## Переклади
Твори Михайла Ларіна перекладені польською, японською, болгарською, казахською, узбецькою, якутською, білоруською мовами. Сам письменник переклав низку творів з польської мови.

## Особисте життя
Михайло Ларін одружений, його дружина тривалий час працювала коректором, у подружжя є двоє дітей та троє внуків.

### Романи
- 1997 — Вражья кровь
- 1999 — Игра без козырей
- 2005 — Чужаки
- 2006 — Третья блатная санкция
- 2008 — Бумеранг зла

### Повісті
- 1983 — Двойной удар
- 1990 — Соната для майбутнього

### Оповідання
- 1975 — Перший гість
- 1976 — «Здрастуй, це я!..»
- 1976 — Торговцы космосом
- 1977 — «…Я повернувся!»
- 1977 — Право на ризик
- 1979 — А тут була осінь…
- 1980 — Експеримент
- 1981 — Ліки від самотності
- 1982 — Прозріння
- 1983 — Дорога
- 1983 — Повернення
- 1983 — Контакт
- 1983 — «Обійшлися однією людиною…»
- 1983 — Випробування
- 1983 — Формула щастя
- 1984 — Вікно
- 1989 — Кража
- 1990 — Допінг
- 1990 — Недвигайлов міняє паспорт
- 1991 — В чужом доме
- 1991 — Прийшлий
- 1992 — Грехопадение
- 1992 — Жарт

### Збірки творів
- 1983 — Формула щастя
- 2009 — Кот Килька